# Болгарський національний союз «Нова демократія»

Прапор Болгарського національного союзу «Нова демократія»

Болгарський національний союз «Нова демократія» (БНС-НД, болг. Български национален съюз „Нова демокрация“) — націоналістична політична партія в Болгарії. Його головою є Боян Расате. Його штаб-квартира розташована за адресою: бульвар «Стефана Стамболова» № 5, у центрі Софії.

## Історія
19 квітня 1990 р. Софійський міський суд вніс до реєстру на підставі ст. 9 Закону про політичні партії - політична партія Болгарський національний союз «Нова демократія». Її статут був прийнятий 3 березня 1990 року, і Іван Іванов був обраний головою. Кирил Ганев став його заступником, а Дімітар Пенчев - секретарем партії. головною метою організації є відродження Болгарії - економічне і духовне.
30 квітня 2004 року були прийняті зміни в центральному керівництві партії. Головою стає Богдан Йоцов, а відповідальним секретарем стає Борис Іванов.
6 червня 2009 року представники ПП Болгарський національний союз «Нова демократія» - Богдан Йоцов і Борис Іванов подали заяву про реєстрацію для участі у виборах народних представників 5 липня 2009 року. Список, який містить підписи 23 374 осіб виборцям також була представлена , яка підтримує партію. 10 червня ЦВК внесла Болгарський національний союз «Нова демократія» в реєстр партій і коаліцій для участі у виборах.
Пізніше партію очолив колишній голова організації Болгарський національний союз Боян Расате, вперше під його керівництвом брав участь у парламентських виборах 2014 року.
Партія засуджує напад Росії на Україну, який почався 24 лютого 2022 року, а 26 лютого її члени вийшли на акцію протесту проти агресії Володимира Путіна. На акції протесту лідер БНД-НД Боян Расате продемонстрував підтримку українських націоналістів з батальйону «Азов», розмахуючи їхнім прапором.

## Парламентські вибори

### 2022 рік
У парламентських виборах 2022 року партія брала участь під № 16.